# Sharjah (stad)
Sharjah (Arabisch: الشارقة, As-Sharqah) is een stad van het de UAE. De stad heeft 1,6 miljoen inwoners. Het ligt slechts negen kilometer ten noorden van Dubai en beide hoofdsteden zijn door een snelweg met elkaar verbonden. De stad ligt, net als Dubai, aan een kreek. De stad kent vele musea.
Sharjah International Airport staat in de luchtvaartwereld bekend om zijn obscure charter- en cargovluchten naar landen als Somalië, Afghanistan, Kirgizië, Equatoriaal-Guinea en Soedan. Tevens is op de luchthaven een onderhoudsbedrijf gevestigd voor het onderhoud van oude Russische vliegtuigen van Iljoesjin en Antonov. Vanuit Nederland voerde Martinair chartervluchten uit naar Sharjah.